# Marcelo B. Fernan
Marcelo Briones Fernan (* 24. Oktober 1927 in Cebu City; † 11. Juli 1999 in Manila) war ein philippinischer Jurist und Politiker.

## Biografie

### Hochschullehrer und Ehrenämter
Nach dem Schulbesuch studierte er Rechtswissenschaft am College of Law der University of the Philippines und schloss dieses Studium 1952 mit einem Bachelor of Laws (LL.B.) als einer der zehn besten Studenten seines Jahrgangs ab. Anschließend absolvierte er ein postgraduales Studium an der Harvard University und erwarb dort 1953 einen Master of Laws (LL.M.). Bereits während des Studiums engagierte er sich in den internationalen Studentenverbindungen Phi Kappa und Pi Gamma MuHe und war auch Präsident der Assoziation der Studentenräte der Philippinen.
Anschließend war er als Rechtsanwalt tätig und übernahm auch gesellschafts- und sozialpolitische Funktionen als Präsident des Jaycees Club von Cebu West sowie des Cebu Country Club. Daneben war er Vorsitzender und Präsident der Cebu Newspaper Workers Foundation, Inc.
Später begann er eine Laufbahn als Hochschullehrer und war zunächst Associate Professor und danach Professor an der University of the Philippines in Cebu sowie Dekan des College of Law der University of San Jose Recoletos.
Neben diesen Tätigkeiten hatte er zahlreiche weitere Ämter inne und war Vorsitzender des Verwaltungsrates der University of San Carlos, Generalsekretär der Academy of American and International Law Alumni Association, Fellow des Ständigen Komitees für Menschenrechte der International Academy of Trial Lawyer Associations for Asia and the Pacific (LAWASIA) und auch Vorsitzender von deren Juristischen Abteilung. Weiterhin war er Präsident der Vereinigung der Absolventen des Fulbright-Programm und der Philippinischen Gesellschaft für Internationales Recht sowie Vorsitzender des Philippinischen Nationalen Komitees der Juristischen Vereinigung der ASEAN, deren Präsident er zeitweilig ebenfalls war.

### Präsident des Obersten Gerichts und des Senats
Nach dem Ende der Diktatur von Ferdinand Marcos im Zuge der People Power Revolution wurde er von Präsidentin Corazon Aquino im Februar 1986 zum Richter am Obersten Gerichtshof der Philippinen ernannt. Am 1. Juli 1988 wurde er als Nachfolger von Pedro Yap durch Präsidentin Aquino zum Präsidenten des Obersten Gerichtshofs (Punong Mahistrado ng Kataas-taasang Hukuman ng Pilipinas) und übte dieses Amt bis zum 6. Dezember 1991 aus.
Von diesem Amt trat er zurück, um sich für die Präsidentschaftswahlen zu bewerben. Allerdings verzichtete er schließlich doch auf diese Kandidatur, bewarb sich jedoch als Vizepräsidentschaftskandidat neben Ramon Mitra junior für die Laban ng Demokratikong Pilipino (LDP). Dabei unterlag er jedoch Joseph Estrada, der zum Vizepräsidenten neben Präsident Fidel Ramos gewählt wurde.
1995 wurde er jedoch zum Mitglied des Senats gewählt und gehörte diesem bis zu seinem Tod am 11. Juli 1999 an. Zuletzt war er vom 30. Juni 1998 bis zu seinem Tode auch Präsident des Senats und damit nach José Yulo und Querube Makalintal der dritte Filipino, der sowohl Präsident des Obersten Gerichts als auch einer Parlamentskammer war. 

### Auszeichnungen
Für seine Verdienste wurde er mehrfach ausgezeichnet und war nach dem ehemaligen Präsidenten Sergio Osmeña der zweite gebürtige Cebuano, dem der Most Outstanding Cebuano Award verliehen wurde.
Daneben erhielt er Ehrendoktortitel der University of San Carlos in Cebu City sowie der University of San Jose Recoletos in Cebu City.